# Wassermühle

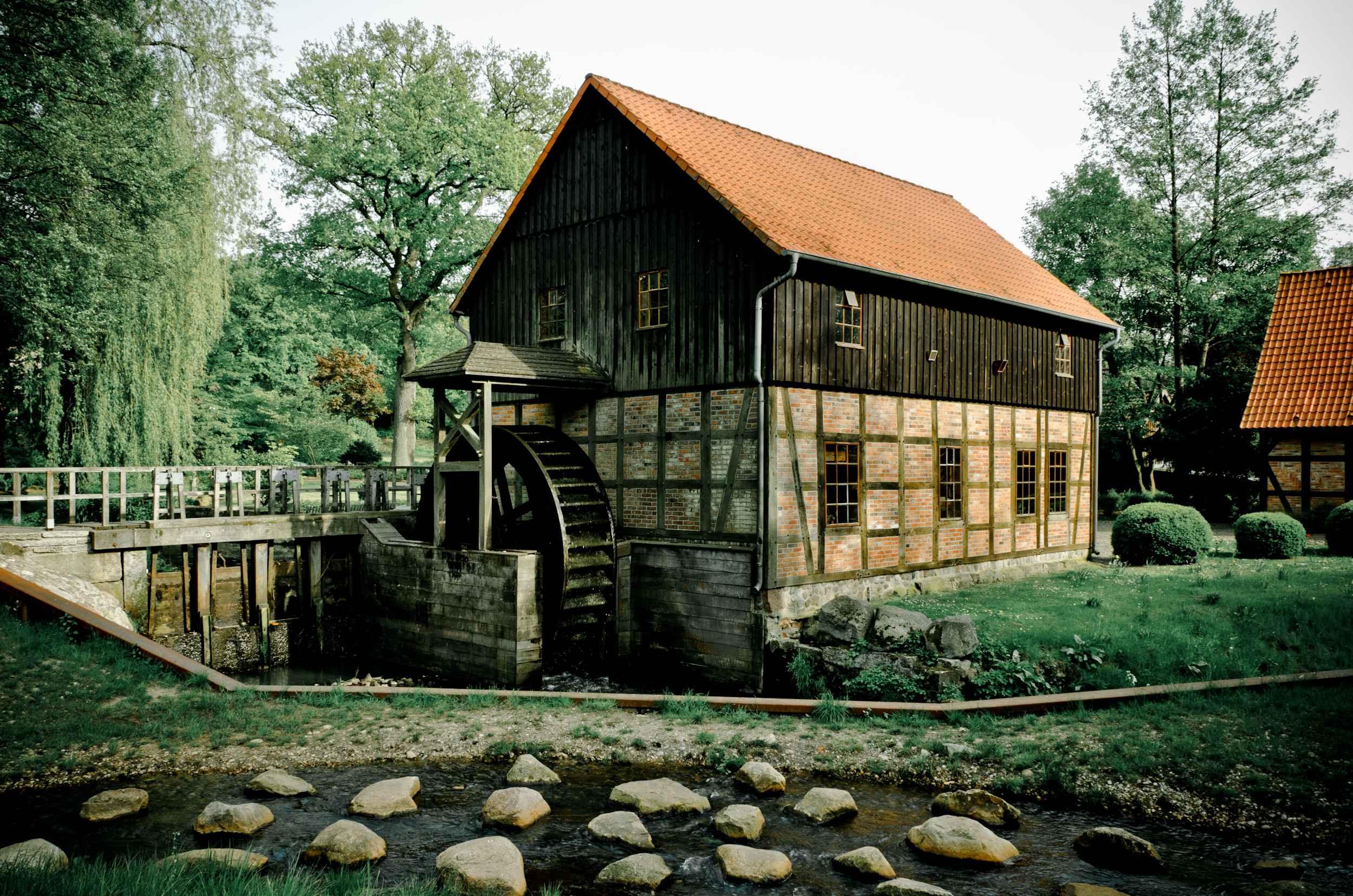
Die Cordinger Mühle in der Lüneburger Heide, eine typische Wassermühle

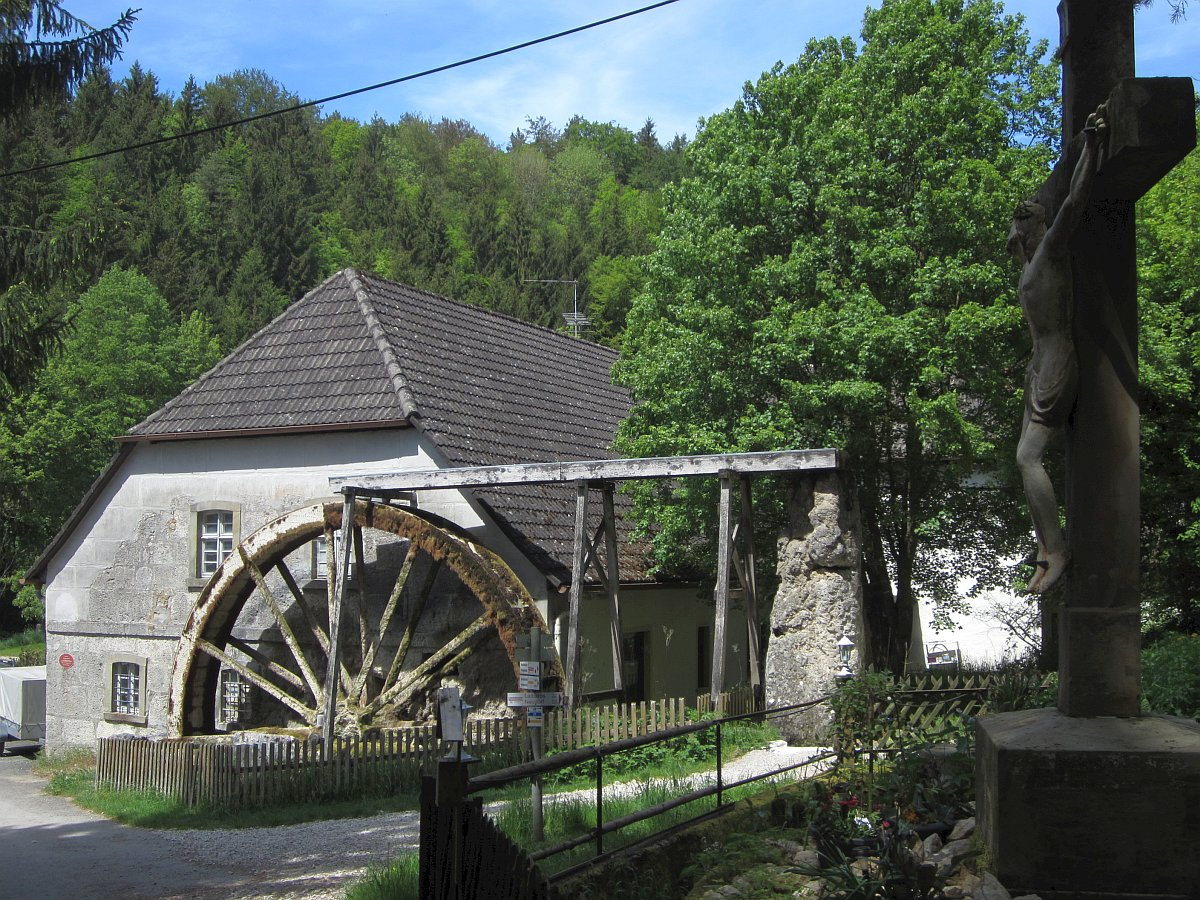
Das Wasserrad der Heroldsmühle in Heiligenstadt in Oberfranken ist eines der größten in Deutschland

Eine Wassermühle, auch Wasserrad genannt, ist als technisches Bauwerk eine Mühle, in dem ein durch Wasserkraft in Drehung versetztes Rad (Wasserrad) ein Mahlwerk antreibt. Von einer Wassermühle wird auch gesprochen, wenn mit dem Wasserrad kein Mahlwerk für Getreide, sondern eine andere Arbeitsmaschine (z. B. ein Sägewerk, ein Hammerwerk oder ein Pochwerk) angetrieben wird. Eine Wassermühle enthält stets die zwei folgenden Komponenten:
- ein Wasserrad, das als Kraftmaschine die Energie (potenzielle Energie bzw. Bewegungsenergie) des fallenden oder geradlinig fließenden Wassers in Energie einer rotierenden Welle umwandelt, und
- eine Arbeitsmaschine, die über diese Welle angetrieben wird.

Hingegen ist eine Wasserturbine ausschließlich eine Kraftmaschine (Wasser-Kraftmaschine). In Wasserkraftwerken sind zwei Kraftmaschinen hintereinander angeordnet. In der Turbine wird die Energie des bewegten Wassers in Rotationsenergie einer Welle überführt, diese mittels eines Generators (elektrische Kraftmaschine) in elektrische Energie umgewandelt und nach außen abgegeben.
Das zum Antrieb nötige Wasser (Aufschlagwasser) wird normalerweise einem Fließgewässer entnommen. Je nach örtlichen Gegebenheiten sind zur Erhöhung der Fallhöhe und zur Speicherung von Wasser Teiche, Stauwehre, Kanäle oder andere Wasserbauwerke erforderlich, siehe dazu auch Schlacht (Wasserbauwerk).

## Geschichte

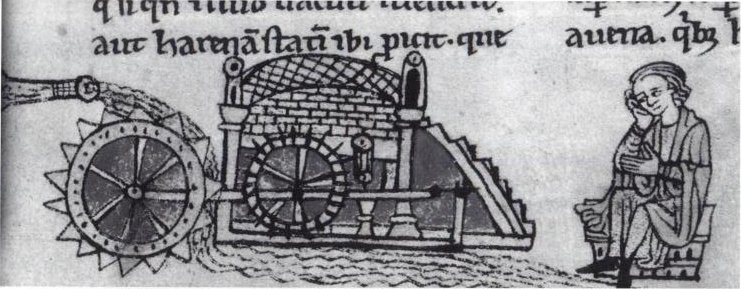
Mittelalterliche Darstellung eines Wasserrades zum Antrieb einer Hammerschmiede

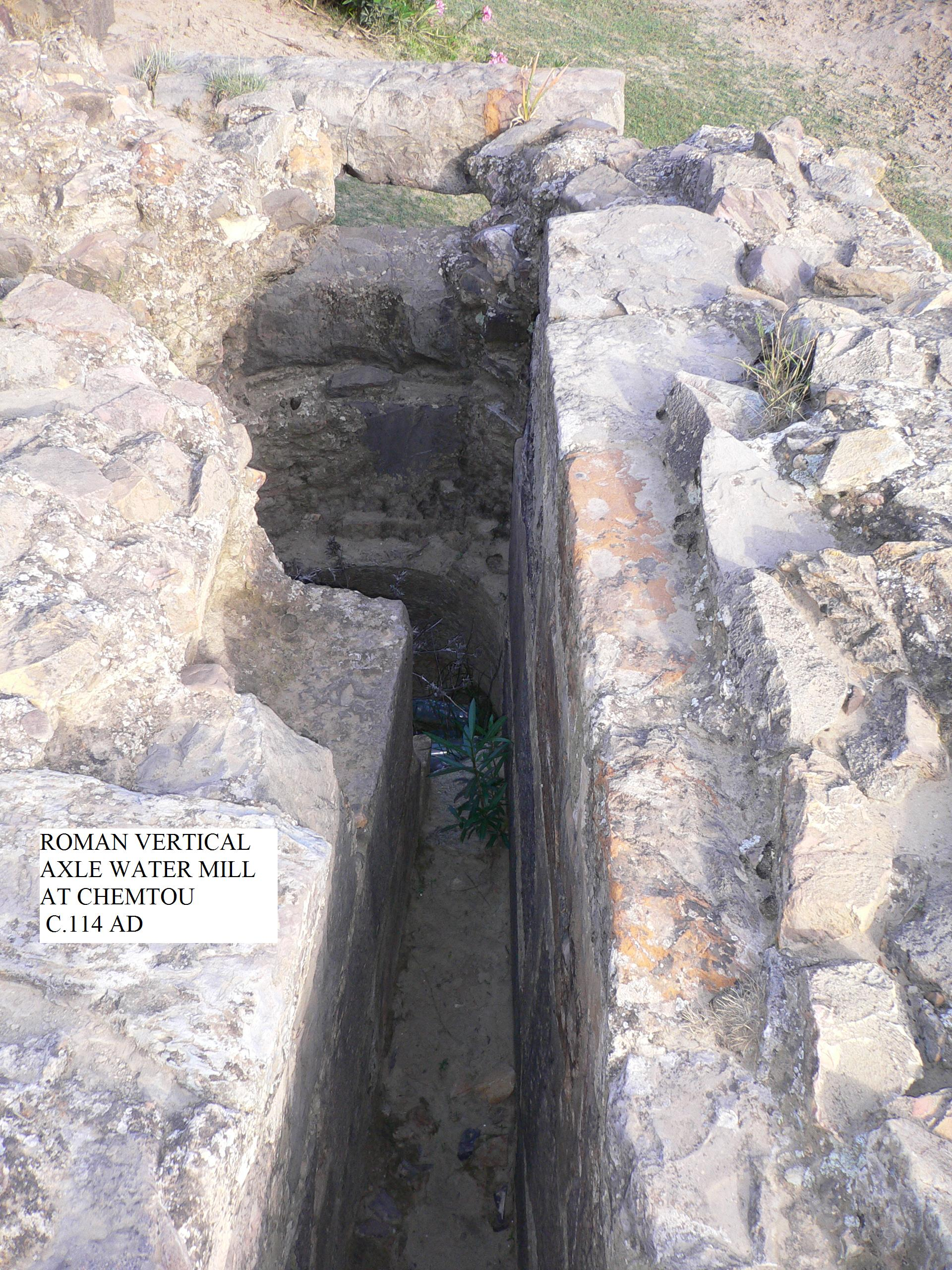
Einlaufkanal einer antiken römischen Mühle mit vertikalem Mühlrad

Schon seit langem sind Wassermühlen von Menschen genutzte Bauwerke, die nicht durch Muskelkraft von Menschen oder Tieren angetrieben wurden. Durch Wasserkraft angetriebene Schöpfräder zur Bewässerung (Noria) sind bereits aus dem 5. Jahrhundert v. Chr. aus Mesopotamien bekannt. Erste Mahlmühlen mit Wasserkraftantrieb sind aus dem 3. Jahrhundert v. Chr. aus China belegt. Auch die alten Ägypter, Perser und später die Griechen und Römer verwendeten Wassermühlen, wie aus einem Gedicht von Antipatros von Thessalonike, einem Reisebericht des Geographen Strabon oder den detaillierten technischen Beschreibungen von Philon von Byzanz oder Vitruv bekannt ist.
Die Sägemühle von Hierapolis war eine in die zweite Hälfte des 3. Jahrhunderts n. Chr. datierte wasserbetriebene Steinsäge, erstmals mit Kurbelwelle und Pleuelstange. Von Marmorplatten als Wandverkleidung im Haus des Maussolos (gest. 351 v. Chr.) in Halikarnassos berichteten schon Vitruv und Plinius der Ältere. Am Artemis-Tempel von Gerasa (Jordanien) (6. Jahrhundert n. Chr.) wurden die Reste eines wasserbetriebenen Steinsägewerks mit zwei gegenüberstehenden Gattersägen mit je vier Sägeblättern gefunden.
Bei Barbegal in Südfrankreich wurde ein römischer Mühlenkomplex mit 16 Mühlrädern gefunden, der aus dem 2. Jahrhundert stammt und über ein Aquädukt versorgt wurde.
Die Römer brachten die Wassermühlentechnik auch nach Germanien, wie durch einen Fund bei Düren im Rheinland aus der Zeit um Christi Geburt erkennbar ist. In seinem Reisebericht Mosella aus dem Jahre 368 erwähnt der römische Beamte Ausonius erste Wassermühlen an Kyll und Ruwer, Nebenflüssen der Mosel. Im fränkischen Volksgesetz Lex Salica aus der Zeit um das Jahr 450 werden Wassermühlen mit Stauwerk (Farinarius) erwähnt.
Die ältesten archäologisch nachgewiesenen Wassermühlen in Deutschland sind aus dem 1. Jahrhundert in Düren, aus dem Jahr 156 in Etting sowie eine aus dem 6. Jahrhundert in der alamannischen Siedlung Mittelhofen bei Lauchheim bekannt.
Im Jahr 2005 wurden bei einer archäologischen Ausgrabung im Rotbachtal bei Erftstadt-Niederberg (Nordrhein-Westfalen, Kr. Düren) die Überreste einer im Jahr 833 n. Chr. erbauten Wassermühle entdeckt. Das Wasserrad der unterschlächtig betriebenen Anlage konnte zu einem Durchmesser von rund 1,65 m rekonstruiert werden und war mehrere Jahrzehnte in Betrieb.
Ab dem Mittelalter waren Wasserräder als Antrieb von Mahlmühlen und verschiedenen anderen Maschinen in ganz West- und Mitteleuropa bis in den Nord- und Ostseeraum verbreitet.
Mit zunehmender Verbreitung benutzten die Machthaber und Grundherren die Wassermühlen als Einnahmequelle für Steuern. Neben dem Mühlenrecht und Mühlenzwang, der für Mühlen mit Antrieben aller Art und insbesondere für Getreidemühlen galt, waren für Wassermühlen noch einige zusätzliche Regularien von Bedeutung: Für die Nutzung des Staurechtes wurde meist eine besondere Abgabe fällig (Wassererkenntnis, Wasserzins …).
Ab dem 17. Jahrhundert fanden wasserkraftgetriebene Maschinen (Wasserkunst) auch starke Verwendung im Bergbau und im vorindustriellen Gewerbe. Mit der Industrialisierung konkurrierten die Wassermühlen, wie auch Wind- und Göpelmühlen, zunehmend mit flexibel einsetzbaren und leistungsfähigen Dampfmühlen, mit Verbrennungsmotoren und schließlich mit elektrisch angetriebenen Mühlen. Die industriellen Großmühlen verdrängten mehr und mehr die kleinen klassischen Handwerksmühlen; diese wurden unwirtschaftlich, so dass es Ende des 19. Jahrhunderts zu einem „Mühlensterben“ kam.

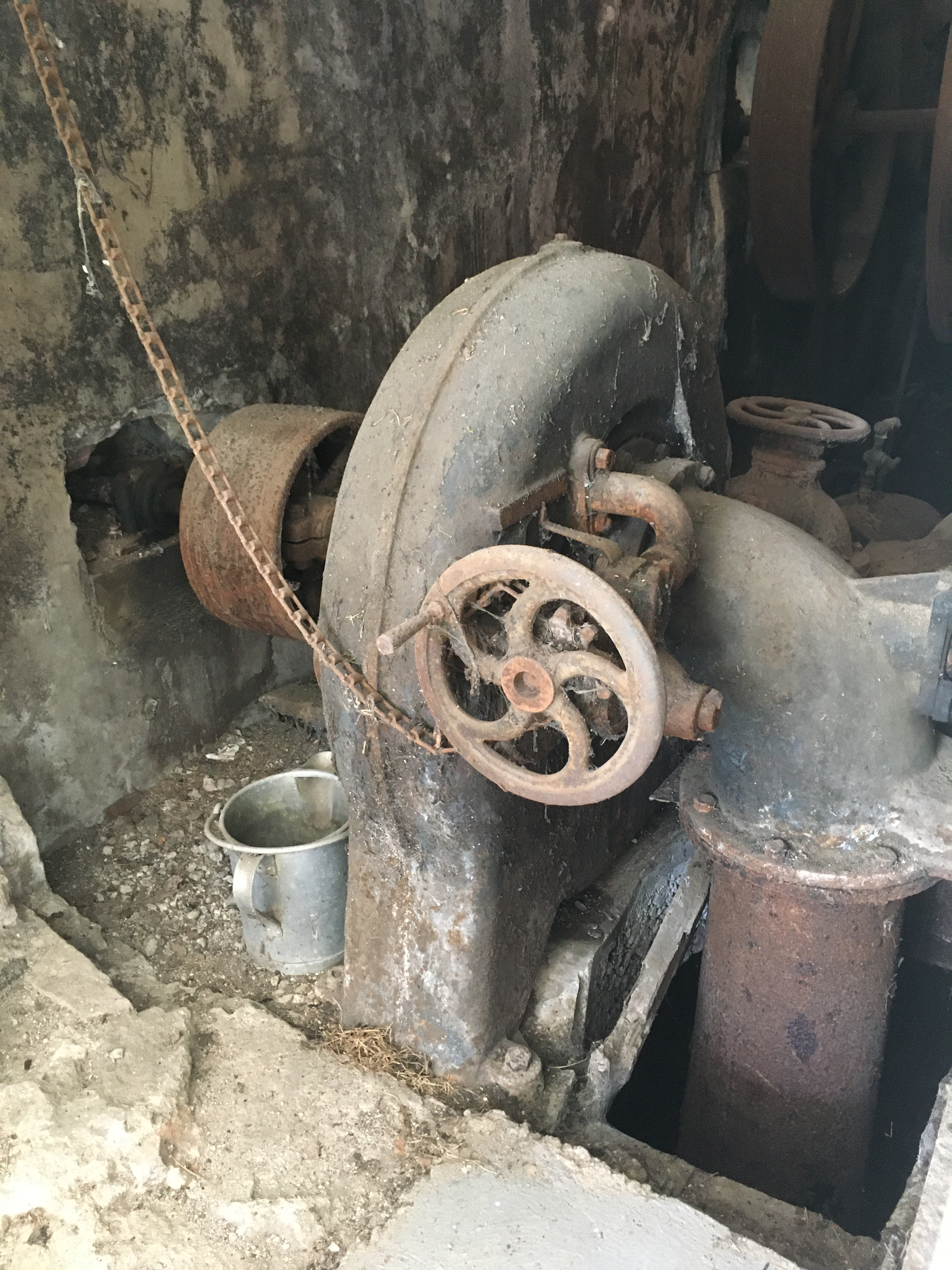
Francis-Turbine der Firma „Gebrüder Ruch G.m.b.H. Oberkirch (Baden)“, mit welcher 1925 das Wasserrad der Mühle ersetzt wurde.

Mit der zunehmenden Elektrifizierung stellten diejenigen Wassermühlen, die in Betrieb blieben, ihren Wasserkraftantrieb vielfach vom Wasserrad auf eine der neu entwickelten effektiveren Wasserturbine um, die mittels eines Generators Strom für den Antrieb der elektrischen Maschinen in der Mühle erzeugte (turboelektrischer Antrieb). Überschüsse konnten in das elektrische Netz eingespeist werden. Letztere Funktion war häufig der Hauptzweck, nachdem die Müllerei aufgegeben worden war; die ehemalige Wassermühle wurde so zum reinen Wasserkraftwerk.
Nachdem bereits viele Wasser- und Windmühlen stillgelegt und abgerissen waren, besann man sich Mitte des 20. Jahrhunderts auf die Bedeutung dieser Bauwerke als Technikdenkmal. Ein Teil der Mühlen konnte so in mehr oder weniger ursprünglichem Zustand als Technikmuseum oder für andere Zwecke (oft als Restaurant o. ä.) erhalten werden.
Seit Ende des 20. Jahrhunderts werden historische Wassermühlen im Zuge der verstärkten Bedeutung der klimaneutralen erneuerbaren Energien vermehrt wiederbelebt und zu Kleinwasserkraftwerken umgenutzt. Die Basis hierfür bilden moderne Wasserräder, die den historischen Charakter der Mühle erhalten und so dem Denkmalschutz gerecht werden, die aber in ihrer Effektivität den Wasserturbinen kaum nachstehen.

## Aufbau und Technik
Bestimmend für die erreichbare Leistung einer Wassermühle sind die Fallhöhe, die Fließgeschwindigkeit, die Wassermenge und der Wirkungsgrad.
Ein Wassermühlenbauwerk besteht meist aus drei Teilen, die nachfolgend erläutert werden:
- Wasserbauwerke zur Führung und Speicherung des Aufschlagwassers
- Antrieb bestehend aus Wasserkraftmaschine (Wasserrad, Wasserturbine) und der Kraftübertragung zur Arbeitsmaschine
- Produktionsanlage (Mühle im engeren Sinne) mit den Mahlwerken oder sonstigen Arbeitsmaschinen

### Wasserbauwerke

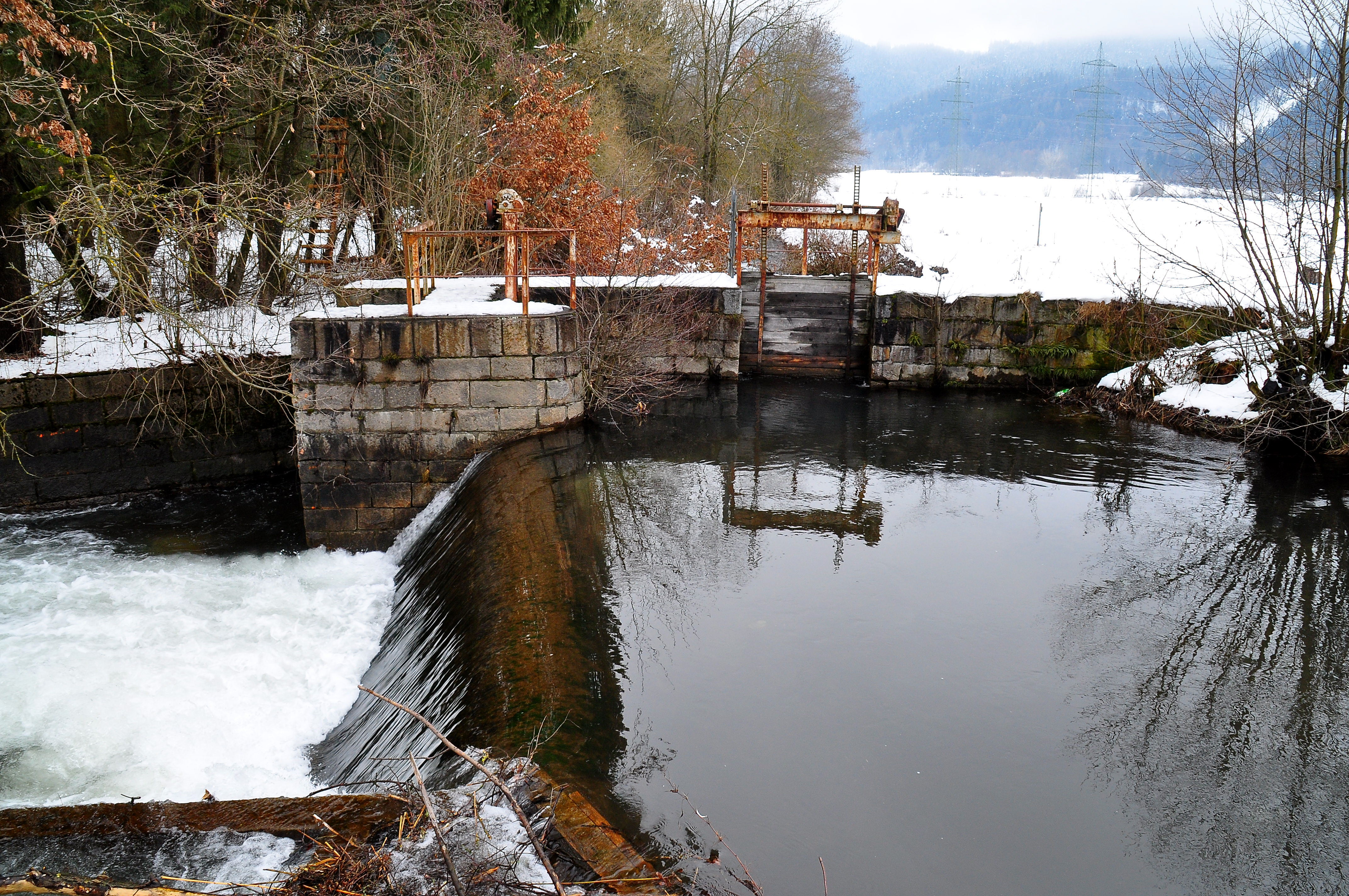
Stauwehr an der Glanfurt, Abzweig des Ebentaler Kanals als Wasserzufuhr für die Ebentaler Mühle (nahe Klagenfurt, Österreich)

Die einfachste Form der Wassermühle ist die, bei der die Mühle direkt an das Ufer des antreibenden Fließgewässers platziert wird, ohne dass dessen Lauf verändert wird. Die Mühle kann im Extremfall sogar als Schiffsmühle auf der Wasseroberfläche schwimmen. Das Wasser wird weder umgeleitet noch aufgestaut, das Wasserrad taucht nur mit den Schaufeln an der Unterseite ins Wasser ein (tief- oder unterschlächtiges Mühlrad). Solche Mühlen sind aber nicht sehr leistungsfähig und verlangen entsprechend nach einem breiten Mühlrad und einem größeren Fluss, der stets genügend Wasser führt.
Um Wassermühlen auch an Wasserläufen mit wenig Wasser oder mit geringem Gefälle errichten zu können, ist es notwendig, die Kraft des Wassers effizienter zu nutzen, indem die Fallhöhe und somit der Impuls/Druck des Aufschlagwassers vergrößert wird. Das Wasserrad wird seitlich auf Höhe der Welle (mittelschlächtig) oder von oben (oberschlächtig) mit dem Kraftwasser beaufschlagt.
Die Erhöhung der Fallhöhe geschieht entweder dadurch, dass ein Teilstrom des antreibenden Wasserlaufes von ihm abgezweigt wird und in einem Kanal (häufig „Mühlengraben“ oder „Mühlbach“ genannt), seltener auch über ein aufgeständertes Gerinne oder einen unterirdischen Stollen mit geringerem Gefälle parallel geführt wird. Wenn die gewünschte Höhendifferenz erreicht ist, wird das Wasser über das Mühlrad geführt und dem Wasserlauf wieder zugegeben.
Die andere Möglichkeit, die Fallhöhe zu erhöhen, ist, den Wasserlauf durch einen Staudamm oder ein Wehr aufzustauen. Die Staustufe, auch Mühlenstau genannt, hat neben der Erhöhung der Fallhöhe auch den positiven Effekt, dass im Stausee (Mühlenteich) Wasser gespeichert wird, das bei Bedarf abgerufen werden kann. So ist die Mühle in Zeiten, in denen der speisende Wasserlauf wenig Wasser führt, weniger vom Wasserstand abhängig.
Insbesondere im Bergbau wurde für die Speicherung und Führung des Kraftwassers für die Wasserkünste hoher Aufwand getrieben, und es wurden teilweise weitverzweigte Systeme aus Stauseen (Kunstteichen), Kanälen (Kunstgräben) und Stollen (Rösche, Wasserlauf) angelegt. Bekannte Beispiele für solche Systeme sind das Oberharzer Wasserregal oder die Freiberger Revierwasserversorgung.

### Wasserkraftmaschinen

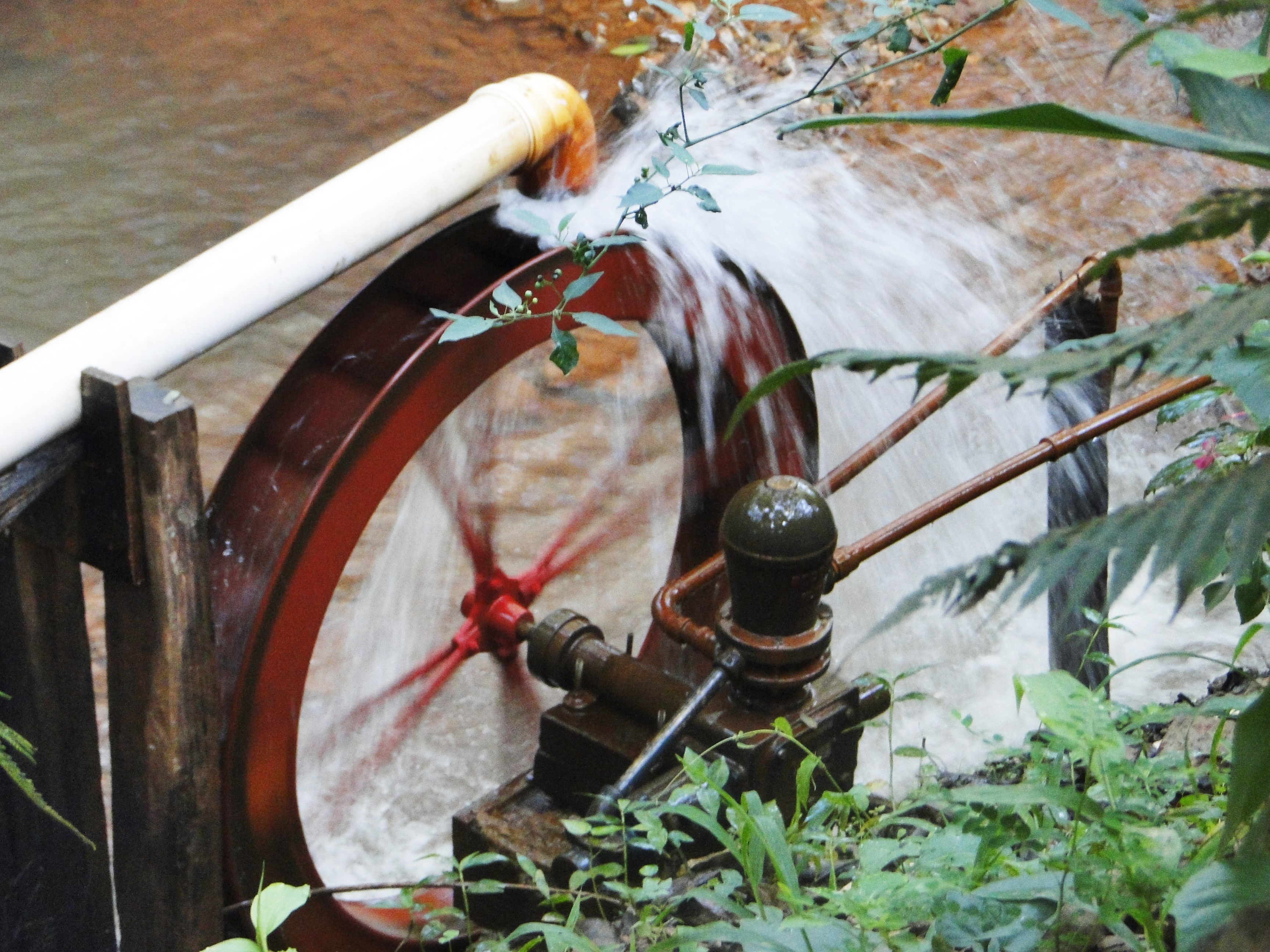
Oberschlächtiges Wasserrad

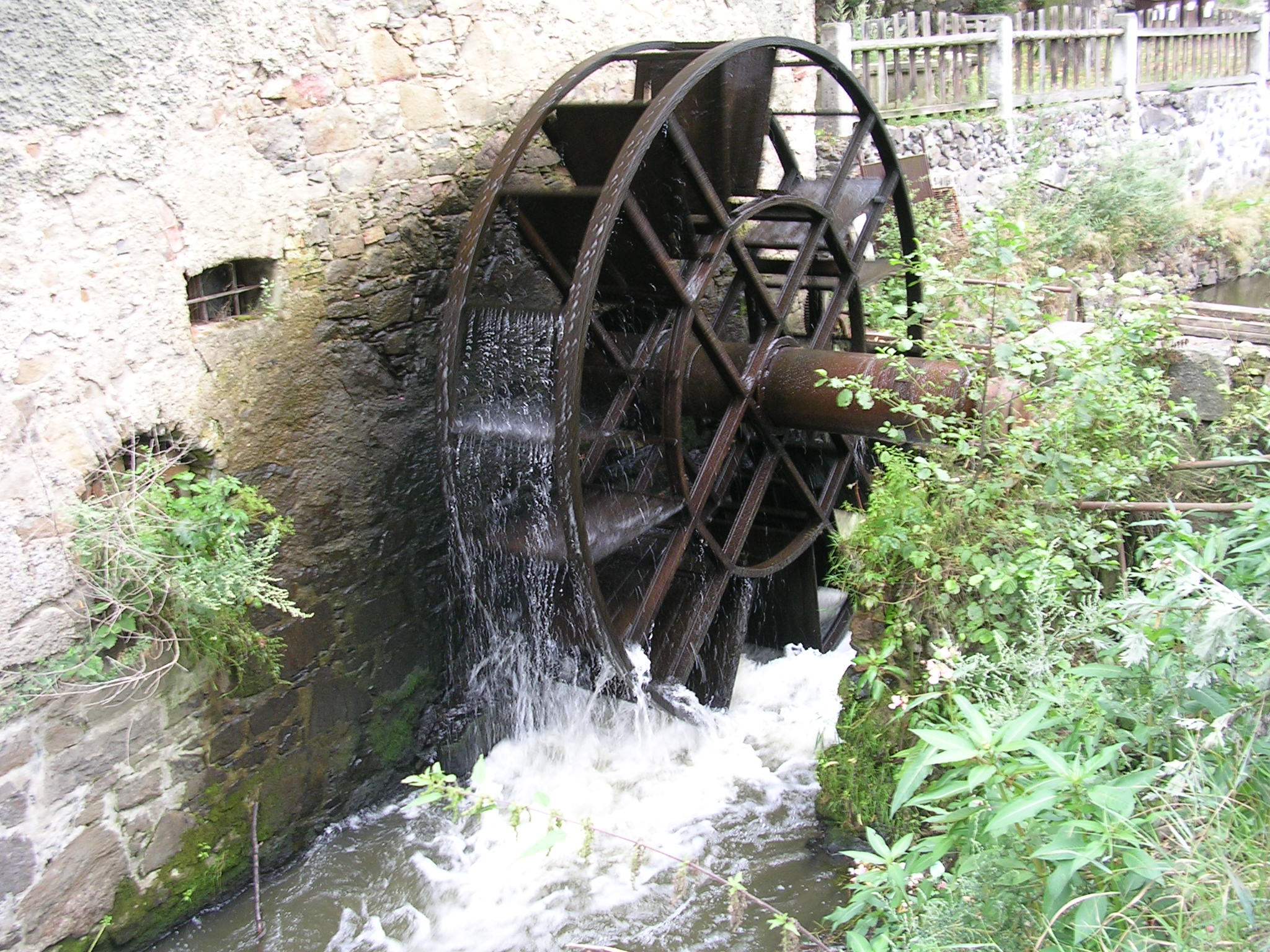
Unterschlächtiges Wasserrad

Die Strömungsenergie des Wassers wird mit einer Wasserkraftmaschine in mechanische Arbeit umgesetzt. Dazu werden meist Wasserräder verwendet. Man unterscheidet oberschlächtige und unterschlächtige Wasserräder. Beim oberschlächtigen Wasserrad fließt das Wasser oben über das Rad und dreht dieses durch das Gefälle schnell entgegen der Flussrichtung. Beim unterschlächtigen Wasserrad steht der Unterteil des Rades im Fluss, der das Rad gemächlich und kraftvoll in Flussrichtung antreibt.
Nur in seltenen Spezialfällen kamen die in ihrer Konstruktion einfachen, aber wenig effektiven Gnepfen zum Einsatz. Eine Gnepfe ist eine Wippe mit einem Eimer an einem Ende, der oben gefüllt sich nach unten bewegt und unten entleert wird. Die dadurch ausgelöste Kippbewegung wird in einem Schlagwerk genutzt.
Ab dem 19. Jahrhundert finden sich, vor allem im Bergbau, vereinzelt auch von Dampfmaschinen abgeleitete Wassermotoren.
In neuerer Zeit (siehe Abschnitt Geschichte) wurden viele Wassermühlen modernisiert und die Wasserräder durch wirkungsvollere und kostengünstigere Wasserturbinen (Effizienz) ersetzt.

### Mühle/Produktionsanlagen
Wie bei anderen Mühlen kann es sich auch bei Wassermühlen um Mühlen im engeren oder im weiteren Sinne handeln. Das heißt, entweder wird etwas gemahlen bzw. zerkleinert (z. B. Getreidemühle, Ölmühle, Gipsmühle), oder die Wasserkraft dient als Antrieb für diverse Arbeitsmaschinen (z. B. Sägemühle, Hammermühle, Schleifkotten). Letztere Nutzung war bei Wassermühlen gebräuchlicher als bei Wind- oder Göpelmühlen.

## Vor- und Nachteile gegenüber anderen Mühlentypen

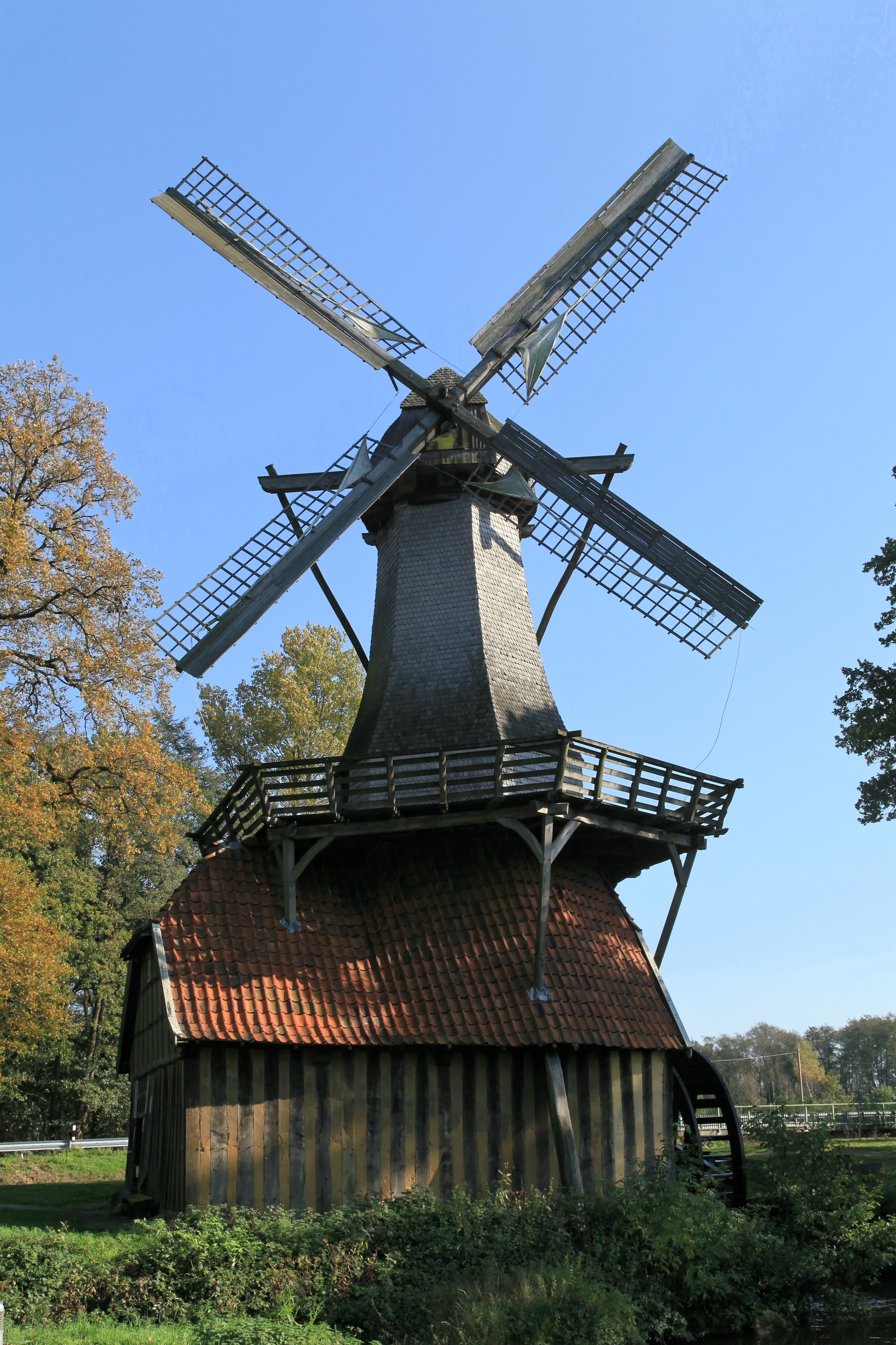
Die Hüvener Mühle kombiniert als Windwassermühle die Vorteile von Wasser- und Windmühle

Gegenüber anderen Mühlentypen weisen Wassermühlen eine Reihe von Vor- und Nachteilen auf:
Der größte Vorteil der Wasserkraft ist, dass sie als natürliche, emissionsfreie und erneuerbare Energiequelle zwar in begrenzter Menge, dafür aber kostenlos zur Verfügung steht und sich mit relativ geringem Aufwand nutzen lässt. Das gilt zwar auch für Windmühlen als Konkurrenz zu den Wassermühlen; allerdings sind diese mehr vom Wetter abhängig als Wassermühlen. Natürlich ist die Menge an verfügbarem Aufschlagwasser auch bei Wassermühlen von jahreszeitlichen Schwankungen der Niederschlagsmenge abhängig, allerdings sind diese in unseren Breitengraden niemals 0 wie bei Windstille, und im Gegensatz zum Wind fließt das Wasser immer in dieselbe Richtung, kann auch in einem Mühlenteich gespeichert und von dort durch einen Schieberegler bedarfsgerecht abgerufen werden. Eine moderne Wasserkraftanlage kann in Minuten von 0 auf mehrere hundert Kilowatt Leistung hochfahren.
Bedingung für die Nutzung der Wasserkraft ist die Voraussetzung eines Gewässers mit ausreichendem Gefälle oder Wassermenge, das vor allem in trockenen Gebieten genügend Wasser führt. Da in trockenen Gebieten das Wasser zur Bewässerung benötigt wird, dort hingegen der Wind oft stärker und gleichmäßiger bläst, ist in trockenen Gebieten einzig der Betrieb einer Windmühle möglich. In den küstennahen, flachen Regionen sind sowohl Windmühle als auch Wassermühle möglich. Vorherrschender Mühlentyp ist hier allerdings die Windmühle, die aufgrund des sehr geringen Gefälles gegenüber der Wassermühle bevorzugt wird, bei Windstille kann eine zusätzliche Wassermühle durchaus nützlich sein.
Problematisch ist die Anlage von Wassermühlen dort, wo ein Fluss regelmäßig im Winter zufriert. Zwar verzögert die Bewegung des Mühlenrades das Zufrieren der Wasseroberfläche, aber bei sehr tiefen Temperaturen ist ein Wassermühlenbetrieb nicht möglich.
Ein Versuch, Wind- und Wasserkraft des Standortes zu nutzen, ist die Windwassermühle. Diese Hybridform lohnt sich aber nur für wenige Standorte, da ihr Aufbau komplizierter ist. Es existieren nur wenige Mühlen dieser Art.

## Sonderbauformen

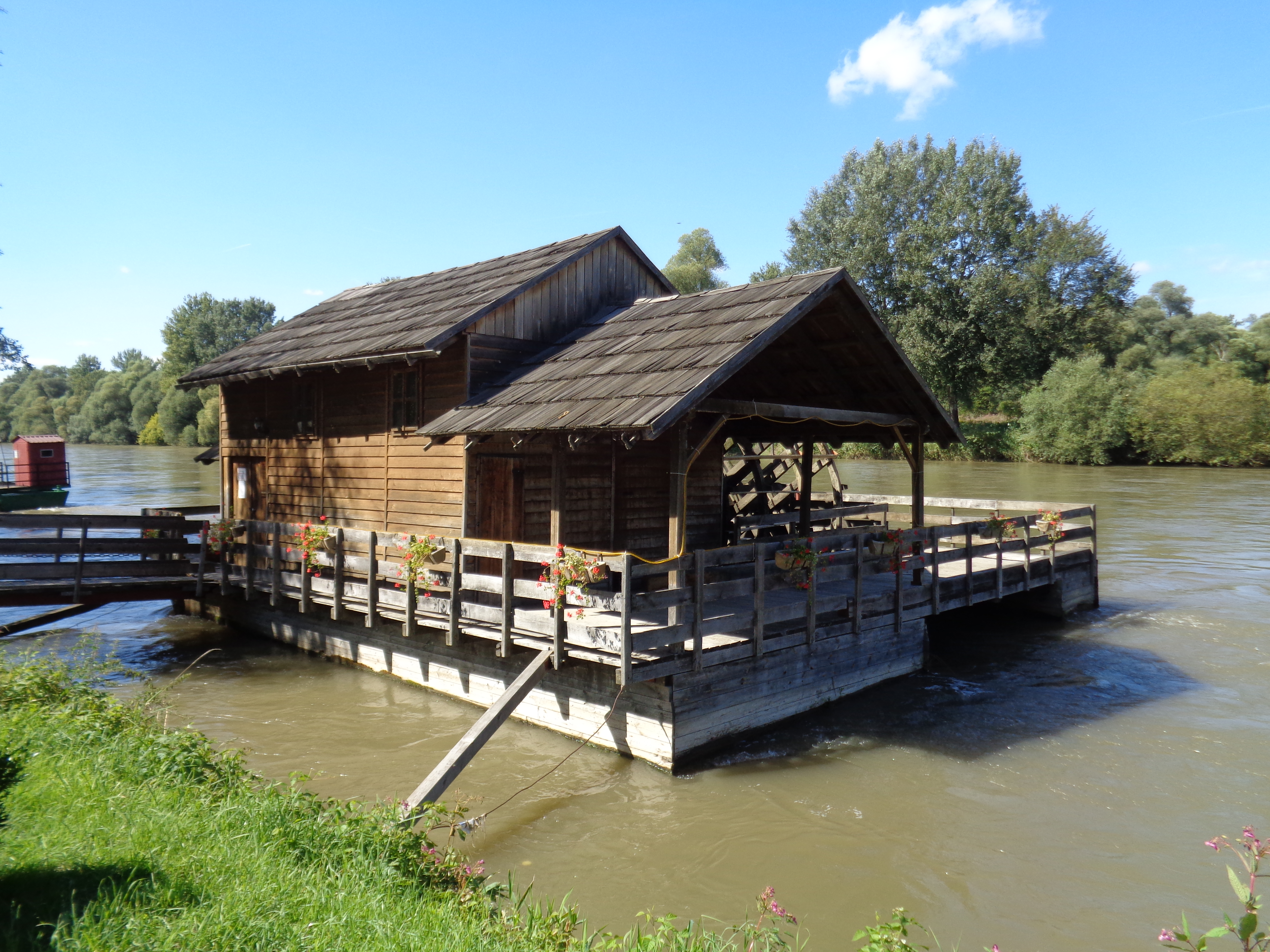
Schiffsmühle in der Gemeinde Sveti Martin na Muri, Kroatien

Durch einige Sonderbauformen wurde versucht, Wassermühlen dem lokalen Angebot des Kraftwassers anzupassen:
- Gezeitenmühle – Antrieb nicht durch ein Fließgewässer, sondern durch die Gezeitenströmung (Ebbe und Flut)
- Schiffmühle – schwimmende Mühle mit tiefschlächtigem Mühlrad
- Windwassermühle – Kombination einer Wassermühle mit einer Windmühle